# Đốm

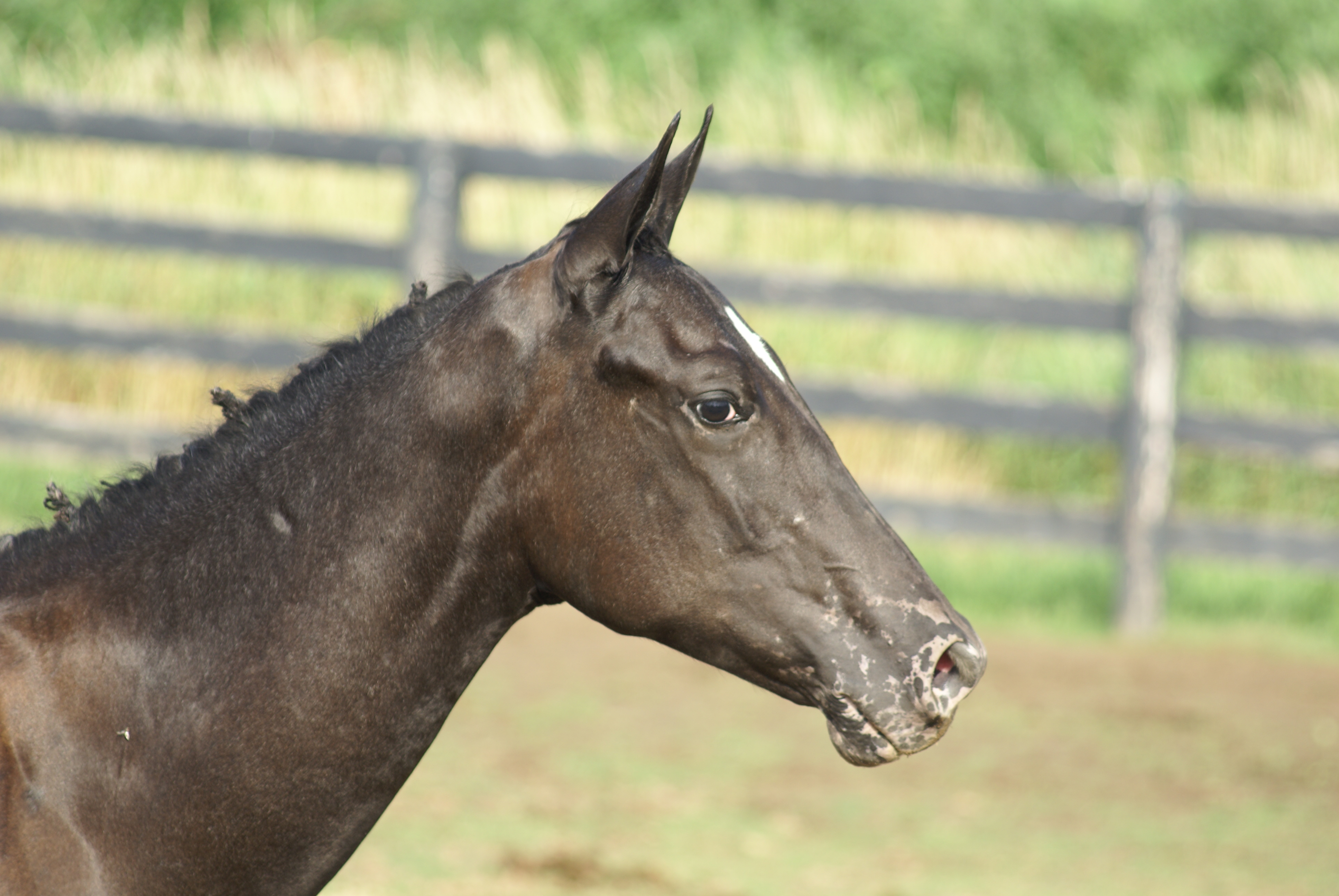
Con ngựa Appaloosa này có những đốm quanh mõm và lỗ mũi. Trong trường hợp cụ thể này, đó là một đặc điểm di truyền bình thường liên quan đến màu lông và không phải dấu hiệu của bệnh tật.

Đốm là một hình mẫu gồm các vết, vệt, chấm, khoang hoặc mảng không đều có hình dạng hoặc màu sắc khác nhau. Thường được được dùng để miêu tả bề ngoài của thực vật hoặc da của động vật. Ở thực vật, đốm thường bao gồm các vết chấm vàng trên cây và thường là dấu hiệu của bệnh tật hoặc suy dinh dưỡng.

## Trong sinh học
Đốm đôi khi được dùng để chỉ các phần da không đều màu, đổi màu trên da người do thiếu máu cục bộ ở da hoặc nhiễm Zona. Thuật ngữ y học cho phần đốm là hội chứng rối loạn sắc tố. Mặc dù không phải lúc nào cũng đúng, nhưng các đốm có thể xảy ra ở các bệnh nhân sắp chết và thường cho thấy sự kết thúc của cuộc đời đã gần kề. Đốm thường xảy ra ở các chi và tiến triển dần khi chức năng tim suy giảm và quá trình lưu thông kém. Ở động vật, đốm có thể là dấu hiệu của bệnh tật, nhưng cũng có thể là một đặc điểm di truyền, chẳng hạn như được thấy ở gen phức hợp hoặc gen champagne và họa tiết loài báo ở ngựa .
Đốm cũng có thể biểu hiện sự thay đổi màu sắc của thực phẩm chế biến sẵn, chẳng hạn như bơ.

## Trong địa chất
Trong địa chất, đốm dùng để chỉ kết cấu loang lổ bị thay đổi hoặc xen kẽ, thường thấy ở đá vôi và thường gây ra bởi quá trình xáo trộn trầm tích của các sinh vật sống.

## Trong quân đội

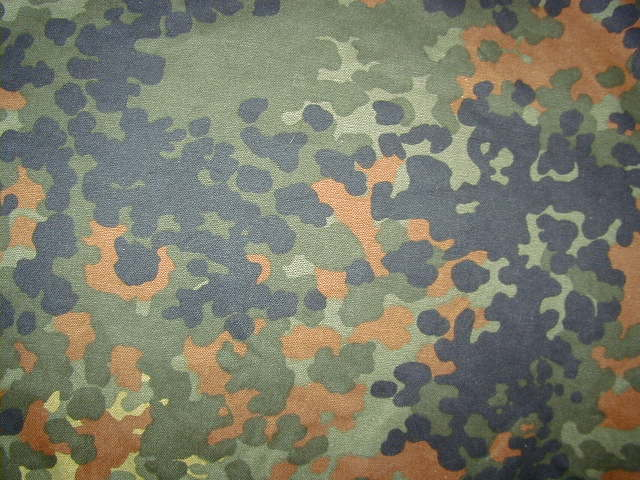
Đốm ngụy trang Flecktarn

Quân phục quân sự thường sử dụng các họa tiết đốm, chẳng hạn như họa tiết da ếch và Flecktarn .